# دانييلي فيريتي
دانييلي فيريتي (بالإيطالية: Daniele Ferretti)‏ هو لاعب كرة قدم إيطالي في مركز الوسط، ولد في 30 أغسطس 1986 في أتري في إيطاليا. لعب مع نادي غوبيو.

## وصلات خارجية
- دانييلي فيريتي على موقع قاعدة بيانات كرة القدم.إي يو (الإنجليزية)
- دانييلي فيريتي على موقع Soccerway.com (الإنجليزية)